# Letiště Dubrovník
Letiště Dubrovník nazývané také jako letiště Čilipi je mezinárodní letiště obsluhující chorvatské město Dubrovník v Dubrovnicko-neretvanské župě. Nachází se 15,5 km od centra Dubrovníku a je součástí obce Čilipi. Jde o třetí nejvytíženější chorvatské letiště po těch v Záhřebu a Splitu. Má nejdelší vzletovou a přístávací dráhu ze všech chorvatských letišť (3300 m), nachází se v okolí hor 161 metrů nad mořem.
Nejvytíženější je během letní sezóny, kdy sem létají desítky sezónních linek z celé Evropy. Přes celý rok sem létá jen několik pravidelných linek. S Dubrovníkem letiště spojuje silnice D8 nazývaná také jako „jadranská magistrála". Po ní do města jezdí několik linek kyvadlové autobusové dopravy.